# غلامرضا خسروی
غلامرضا خسروی سوادجانی (۲۴ تیر ۱۳۴۴ – ۱۱ خرداد ۱۳۹۳) زندانی سیاسی به اتهام همکاری و کمک مالی به سازمان مجاهدین خلق و محاربه به اعدام محکوم و در زندان رجایی یا گوهردشت کرج اعدام شد. وی در دوران زندان خود بیش از ۴۰ ماه در سلول‌های انفرادی در بازداشتگاه‌های مختلف نگهداری شد.

## بازداشت‌ها

### بازداشت در سال ۱۳۶۰
غلامرضا خسروی اهل آبادان بود که در سن ۱۶ سالگی به اتهام هواداری از سازمان مجاهدین خلق ایران در سال ۱۳۶۰ دستگیر و تا سال ۱۳۶۵ در زندان بود. او در سال ۱۳۶۴ پس از گذراندن پنج سال زندان آزاد شد در حالی که طی آن ۴۰ ماه حبس انفرادی را در بازداشتگاه‌های مختلف، از جمله وزارت اطلاعات کرمان و زندان اوین، تحمل کرد.

### بازداشت در سال ۱۳۸۶
غلامرضا خسروی بار دیگر در بهمن ۱۳۸۶ در رفسنجان در استان کرمان به اتهام ارتباط با سازمان مجاهدین خلق دستگیر شد و به سه سال حبس و سه سال تعلیقی محکوم شد که با اعتراض وزارت اطلاعات به شش سال حبس تعزیری تبدیل شد.

## پایان دوران محکومیت و صدور حکم اعدام
در حالی که پرونده غلامرضا خسروی مختومه شده بود، از رفسنجان به تهران منتقل شد. تقریباً دو ماه قبل از اعدام خسروی، در ۲۸ فروردین ۱۳۹۳، مأموران گارد زندان اوین به بند ۳۵۰ حمله کردند و بسیاری از زندانیان آنجا را مورد ضرب و شتم قرار دادند. خسروی از ناحیه سر و صورت دچار جراحات شدید از جمله پارگی گوش راست شد. پس از این حمله، خسروی به مدت تقریباً دو هفته به سلول انفرادی منتقل شد. با وجود شدت جراحاتش، از هرگونه درمان پزشکی برای او خودداری شد. حتی در آن شرایط، غلامرضا خسروی به همراه سایر زندانیانی که مجبور به رفتن به سلول انفرادی شده بودند، در اعتراض به انتقال به سلول انفرادی و بازگشت به بند ۳۵۰، دست به اعتصاب غذا زد. پس از ۲۳ روز اعتصاب و یک کمپین جهانی، اعتصاب غذا پایان یافت.
وی بار دیگر محاکمه و به اتهام کمک مالی به سازمان مجاهدین خلق و ارسال عکس‌هایی از دیوارنوشته‌هایی در حمایت از سازمان مجاهدین برای رسانه این سازمان (سیمای آزادی) به اعدام محکوم شد.

## اعدام
پرونده غلامرضا خسروی پس از ارسال به دیوان عالی حکومت ایران، در اردیبهشت ماه سال ۱۳۹۳ رای نهایی دادگاه و حکم اعدام وی توسط این ارگان تأیید شد. غلامرضا خسروی در تاریخ ۷ خرداد ۱۳۹۳ به بخش قرنطینه زندان رجایی شهر کرج منتقل شد. وی پس از سال‌ها شکنجه و اسارت در ۱۱ خرداد ۱۳۹۳ در زندان گوهردشت حلق‌آویز شد.
او در اصفهان با حضور مقامات وزارت اطلاعات به خاک سپرده شد. فقط به یکی از اعضای خانواده‌اش اجازه حضور در مراسم تدفین داده شد.
سازمان عفو بین‌الملل در ۱۰ خرداد ۱۳۹۳ طی بیانیه‌ای از دولت جمهوری اسلامی خواسته بود تا اجرای حکم اعدام غلامرضا خسروی، زندانی سیاسی، را متوقف کند و از همگان خواسته با ارسال نامه به مقامات حکومت ایران از آنها بخواهند مانع اجرای حکم اعدام خسروی و دیگر زندانیانی شوند که با چنین احکامی در انتظار اعدام به سر می‌برند و تصریح کرده است که غلامرضا خسروی برخلاف قوانین بین‌المللی از حق دادگاهی عادلانه برخوردار نبوده است.
علی صفوی، سخنگوی شورای ملی مقاومت ایران گفت: «اعدام بزدلانه خسروی بی‌گناه و بی‌دفاع به دلیل همدردی با مجاهدین خلق، نشان دهنده پارانویای بی‌پایان ملاها در مورد پایگاه مردمی و جذابیت مقاومت ایران در داخل ایران است.» به گفته صفوی، مادر خسروی گفت: «پسرم نه اسلحه‌ای داشت و نه خانه‌ای امن. آنها باید من را هم اعدام کنند. من به عنوان یک مادر ۸۰ ساله، چگونه می‌توانم بدون او زنده بمانم.»